# بيورن رينكويست
بيورن رينكويست (بالسويدية: Björn Rehnquist) مواليد 5 يناير 1978 في بوروس، هو لاعب كرة مضرب سويدي سابق بدأ مسيرته كمحترف سنة 1997 وكان يلعب باليد اليمنى، اعتزل اللعب في 2010. أعلى تصنيف له في الفردي كان المركز الـ 146 في سنة 2002. أعلى تصنيف له في الزوجي كان المركز الـ 345 في سنة 2003.

## روابط خارجية
- بيورن رينكويست على موقع رابطة محترفي التنس (الإنجليزية)
- بيورن رينكويست على موقع الاتحاد الدولي لكرة المضرب (الإنجليزية)
- بيورن رينكويست على موقع خلاصة التنس.كوم (الإنجليزية)